# استفن گان
استفن گان (انگلیسی: Stephen K. Gunn؛ زادهٔ ۱۹۵۴) کارآفرین اهل کانادا است، که در سال ۱۹۹۴ شرکت اسلیپ کانتری کانادا را تأسیس کرد.